# Pantai Cermin (Tapung)
Pantai Cermin is een bestuurslaag in het regentschap Kampar van de provincie Riau, Indonesië. Pantai Cermin telt 9568 inwoners (volkstelling 2010).